# Art Zoyd
Art Zoyd sind eine französische Avantgarde-Musikgruppe. Sie wurden 1968 in Maubeuge, Frankreich gegründet und sind bis heute aktiv. Der Musikstil der Gruppe bewegt sich zwischen experimenteller Neuer Musik, Free Jazz und Progressive Rock.

## Bandgeschichte
Die Gruppe wurde 1968 von Rocco Fernandez gegründet und hatte bis 1979 30 verschiedene Mitglieder. 1971 wurden Gérard Hourbette und Thierry Zaboïtzeff Mitglieder der Gruppe. 1975 wurde die Gruppe umgetauft in Art Zoyd 3, da immer mehr Mitglieder aus verschiedenen Bands zu Art Zoyd stießen. Sie spielten unter diesem Namen als Vorgruppe von Magma und veröffentlichten ihr Debütalbum Symphonie pour le jour ou bruleront les cites (1976) unter diesem Namen. Danach pausierte die Band wegen wechselnder Besetzung und persönlicher Probleme für drei Jahre und nannte sich wieder Art Zoyd.
Nach Veröffentlichung ihres dritten Albums tourten Art Zoyd in den Achtzigern durch Europa. Einen wesentlichen Anteil am Werk von Art Zoyd haben bis heute Soundtracks zu Stummfilmen der 1920er-Jahre, zum Beispiel von Friedrich Murnau und Benjamin Christensen. Andere Alben enthalten Musik für Ballettaufführungen und Theaterfestivals.
Im Jahre 2015 feierte Art Zoyd das 44½-jährige Bestehen der Band erstmals auf dem Rock in Opposition Festival in Carmaux, wo sie eine Retrospektive ihres Schaffens in einem zweistündigen Konzert spielten. Aus der Urbesetzung von 1976 waren Thierry Zaboïtzeff und Jean-Pierre Soarez wieder auf der Bühne sowie Daniel Denis von Univers Zéro.

## Mitglieder
Die Gruppe Art Zoyd hatte im Verlauf ihrer Bandgeschichte wechselnde Ensemblemitglieder. Nicht alle der aufgelisteten Personen sind immer noch Bandmitglied.
- Gérard Hourbette (Keyboard, Sampler, Computer; Komponist, Dirigent, † 2018[1])
- Thierry Zaboïtzeff (E-Bass, Cello, Perkussion; Komponist)
- Jean-Pierre Soarez (Trompete, Kornett, Perkussion)
- Daniel Denis (Schlagzeug, Perkussion)
- Kasper T. Toeplitz (Bass, Computer; Komponist)
- Patricia Dallio (Keyboard, Sampler, Computer; Komponistin)
- Daniel Koskowitz (Schlagzeug, Perkussion; Komponist)
- Yukari Bertocchi-Hamada (Keyboard, Computer, Sampler; Komponistin)
- Didier Pietton (Saxophon; nicht mehr Mitglied)
- Laurent Dailleau (Theremin, Computer)
- Jérôme Soudan (Klarinette, Schlagzeug)
- Serge Bertocchi (Alt-, Bariton-, Sopransaxophon)
- Andrew Russo (Klavier)
- Erik Baron (Bass, Computer)
- André Mergenthaler (Cello, Altsaxophon)
- Carl Faia (Computer, Video)

## Diskografie
- 1969 – Sangria / Something in Love (Single)
- 1976 – Symphonie pour le jour où brûleront les cités (als Art Zoyd 3)
- 1979 – Musique pour l’odyssée
- 1980 – Génération sans futur
- 1981 – Symphonie pour le jour où brûleront les cités (Neuaufnahme mit Gastmusikern)
- 1982 – Phase IV
- 1982 – Manège, aufgenommen im Palais des Sport, Toulouse 1976, (Single)
- 1983 – Les Espaces inquiets
- 1983 – L'Étrangleur est derrière nous (musique pour la pièce de théâtre) (nur als Kassette)
- 1985 – Le Mariage du Ciel et de l'Enfer
- 1987 – Berlin
- 1988 – Nosferatu
- 1990 – Art Zoyd, J.A. Deane And J. Greinke
- 1990 – Valentine Petit-Etreintes
- 1993 – Editions Atlas – Les Génies Du Rock – 38 (Sampler mit Magma und Art Zoyd)
- 1993 – Marathonnerre
- 1995 – Faust
- 1997 – Häxan
- 2001 – u-B-I-Q-U-e
- 2002 – Metropolis
- 2002 – Expérience De Vol # 1, 2, 3
- 2005 – Expérience De Vol # 4, 5, 6
- 2006 – Le champ des larmes
- 2008 – La chute de la maison Usher
- 2010 – Expérience De Vol # 7 – Pure Noise
- 2010 – Expérience De Vol # 8 – Nordin Reich Robinson Stockhausen
- 2011 – Expérience De Vol # 9 – Alenjandro Viñao – Chicos del 21
- 2011 – Eyecatcher
- 2012 – Armageddon – Opérette Pour Robots
- 2017 – Dangerous Visions (mit Orchestre Nationale de Lille)
- 2017 – 44 1/2 Live + Unreleased (Cuneiform Records)
- 2018 – Expérience De Vol # 10, 11, 12, 13
- 2018 – Phase V